# 磯恒男
磯 恒男（いそ つねお、1944年8月 - ）は、日本のヴァイオリニスト、洗足学園音楽大学音楽学部客員教授。
桐朋学園女子高等学校音楽科聴講中退。東京フィルハーモニー交響楽団コンサートマスター、東京交響楽団のコンサートマスターを務めた。日本音楽コンクール、日本学生音楽コンクール、NHK洋楽オーディション審査員。所属学会は、日本弦楽指導者協会、日本演奏連盟。
NHK教育番組「バイオリンのおけいこ」・連続テレビ小説チョッちゃんで指導。兄弟とイソ弦楽四重奏団を結成し、ソリストとしてテレビ、ラジオに出演。